# Antonio Abreu
Ne doit pas être confondu avec Antonio de Abreu ou José Antonio Abreu.
Pour les articles homonymes, voir Abreu.
Antonio Abreu  (ou Antonio de Abreu ; ca. 1750 - ca. 1820) est un compositeur et guitariste portugais.

## Biographie
Bien que Portugais Antonio Abreu a développé une grande partie de son activité musicale en Espagne.
Il a rencontré le religieux et organiste Frère Victor Prieto de l'Ordre de Saint-Jérôme avec qui il a publié sa méthode de guitare Escuela para tocar con perfeccion la guitarra de cinco y seis ordenes à Salamanque.

## Œuvres

### Composition
- Sonate I pour guitare en do majeur
- Sonate II pour guitare en mi majeur
- Sonate III pour guitare en sol majeur

### Ouvrage théorique
- Escuela para tocar con perfeccion la guitarra de cinco y seis ordenes, con reglas generales de mano izquierda y derecha (1799 [2])